# Bardejov
Bardejov (madžarsko Bártfa, nemško Bartfeld) je mesto v vzhodnem delu Slovaške. Je približno 30 km severno od Prešova, nedaleč od meje s Poljsko. Ima dobrih 30.000 prebivalcev in je središče zgodovinske pokrajine Šariš.

## Etimologija
O izvoru imena obstajata dve teoriji. Po eni od teorij naj bi ime mesta izhajalo iz madžarske besede bárd (sekira), ki je označevala količino gozdnatega ozemlja, ki bi ga lahko posekal en človek v enem dnevu. V madžarskem imenu (Bártfa) je pripona fa (drevo) prišla pozneje in je spremenila tudi zadnjo črko bárd v bárt, za lažjo izgovorjavo.
Druga teorija izpeljuje ime iz krščanskega osebnega imena Barděj, Barduj (skrajšani obliki Bartolomej) s skupno slovansko posesivno pripono -ov. To teorijo podpira prva zapisana oblika imena – Bardujef (1241). Motivacijo z osebnim imenom podpira tudi prisotnost pripone, ohranjene v kasnejših poljskih ali slovaških virih.

## Zgodovina
Ozemlje današnjega Bardejova je privabljalo naseljence že v kameni dobi. Toda prva pisna omemba mesta sega v 1240-ta, ko so se menihi iz Bártfe pritožili ogrskemu kralju Béli IV., da je Eperjes (danes Prešov) kršil meje mesta. V tistem času je bila že zgrajena pomembna cerkev sv. Egidija.
Mesto, ki je bilo v 14. stoletju močno utrjeno, je postalo središče trgovine s Poljsko. Več kot 50 cehov je nadzorovalo cvetoče gospodarstvo. Bártfa je leta 1376 dobila status kraljevega mesta, kasneje pa je postala svobodno kraljevo mesto. Oktobra 1410 je v bitki pri Bardejovu poljski kralj Vladislav II. Jagelo premagal ogrskega in hrvaškega kralja Sigismunda, ki je bil kasneje okronan za nemškega kralja, češkega kralja in svetega rimskega cesarja.
Zlata doba mesta se je končala v 16. stoletju, ko so državo pestile številne vojne, pandemije in druge katastrofe.
V prvi četrtini 18. stoletja se je stanje začelo izboljševati. Slovaki in hasidski Judje so prišli v Bártfo v velikem številu. Do konca stoletja je prebivalstvo mesta ponovno doseglo raven iz 16. stoletja. Meščanske hiše so bile prezidane ali predelane v skladu s tedanjo arhitekturno modo. V severozahodnem predmestju se je razvila judovska četrt s sinagogo, klavnico in obrednimi kopališči (mikveh). Zgrajene so bile tudi nove cerkve in mostovi.
V času reformacije je bil za mestnega župnika imenovan Michal Radašin.
Kljub nadaljnjim požarom v zadnji četrtini 19. stoletja je mesto še naprej uspevalo, zahvaljujoč velikim projektom industrializacije v regiji. Leta 1893 je bila odprta železnica, ki je povezala Eperjes z Bártfo. Vendar pa je po priključitvi in ustanovitvi prve češkoslovaške republike spet nazadovalo in postalo zaostala kmetijska regija. V drugi svetovni vojni se je gospodarska situacija poslabšala, čeprav je bila škoda zaradi bombardiranja majhna. Bardejov so sovjetske enote 1. gardijske armade zavzele 20. januarja 1945.
Leta 1950 je bilo v Bardejovu razglašeno zaščiteno mestno jedro in začela se je obsežna obnova njegove kulturne dediščine. Ta prizadevanja so dosegla vrhunec, ko je leta 1986 Bardejov prejel evropsko zlato medaljo s strani Mednarodnega odbora skrbnikov v Hamburgu – prvo mesto na Češkoslovaškem, ki je prejelo to nagrado. 20. novembra 2000 je Unesco Bardejov uvrstil na seznam svetovne dediščine, prepoznan po judovskem predmestju in zgodovinskem mestnem središču. Novembra 2010 je mesto obeležilo 10. obletnico vpisa na Unescov seznam svetovne dediščine.
Danes je Bardejov znan predvsem po avtentičnem starem mestnem trgu, ki je zaradi obsežne obnove in ohranjanja srednjeveške, renesančne in gotske arhitekture postal priljubljena turistična destinacija. Mesto črpa iz svoje bogate dediščine za nadaljnji razvoj kulturnih tradicij, kot so letni trgovski sejem in Rolandove igre (v spomin na njegovo srednjeveško preteklost).
Tako kot mnoga evropska majhna mesta je pred drugo svetovno vojno in holokavstom tudi Bardejov ohranil močno judovsko prebivalstvo.
Marca 2006 je Bardejov Jewish Preservation Committee kot neprofitno organizacijo ustanovil Emil Fish, preživeli koncentracijskega taborišča Bergen-Belsen, rojen v Bardejovu. Julija 2005 se je g. Fish z ženo in sinom prvič po letu 1949 vrnil v Bardejov. Njegov odgovor na propad sinagog in judovskega pokopališča je bil odločen obnoviti in ohraniti to lastnino. Odbor sestavljajo preživeli, njihovi potomci in prijatelji ter drugi, ki se zanimajo za obeleževanje izginjajočih judovskih skupnosti v vzhodni Evropi. Danes je navedeno poslanstvo odbora: »obnoviti judovsko posest v Bardejovu na Slovaškem; »graditi zavest o kulturnem in zgodovinskem pomenu judovskega življenja v Bardejovu in na Slovaškem in napredno poznavanje judovskega porekla in dediščine«.

## Geografija
Mesto na trgovski poti med Poljsko in Rusijo je prvič omenjeno leta 1241, leta 1320 dobi mestne pravice, leta 1376 pa še status svobodnega kraljevega mesta. Zlato obdobje se prične v 15. stoletju in traja vse do neuspešne vstaje proti Habsburžanom v 17. stoletju. Leta 1954 se je pričela obnova renesančnih in gotskih stavb v starem mestnem jedru in leta 2000 je bilo celotno območje znotraj ohranjenega mestnega obzidja vpisano v UNESCOv seznam svetovne kulturne dediščine.
Mesto sestavljajo okrožja:
- Bardejov
- Bardejovská Nová Ves
- Bardejovská Zábava
- Bardejovské Kúpele (local spa town)
- Dlhá Lúka (annexed in 1971)
- Mihaľov

### Demografija
| Leto          | 1994   | 2004    | 2014    | 2024    |
| ------------- | ------ | ------- | ------- | ------- |
| Število ljudi | 32.800 | 33.400  | 33.060  | 29.788  |
| Razlika       |        | +1,82 % | −1,01 % | −9,89 % |

| Leto          | 2023   | 2024    |
| ------------- | ------ | ------- |
| Število ljudi | 29.964 | 29.788  |
| Razlika       |        | −0,58 % |

## Znamenitosti
Med največje znamenitosti mesta poleg obzidja sodi bazilika sv. Egidija prvič omenjena leta 1247. Triladijska bazilika z več kapelami je bila dokončana leta 1464. V njej je enajst dragocenih gotskih krilnih oltarjev s poslikavami. Osrednji trg (slovaško Radničné námestie), ki je bil nekoč srednjeveška mestna tržnica, obdajajo dobro ohranjene gotske in renesančne meščanske hiše ter bazilika.
Ena najzanimivejših stavb je mestna hiša, zgrajena leta 1505. Spodnji del je zgrajen v gotskem slogu, zgornji del pa renesančno obdelan. Tu je bil sedež mestnega sveta in tudi središče mestnega gospodarskega, družbenega in kulturnega življenja. Leta 1903 je bila mestna hiša prilagojena za muzej Šariške županije (Sárosi múzeum), danes znan kot Šariš muzej Bardejov, eden najstarejših in največjih muzejev na Slovaškem.
Utrdbeni sistem in mestno obzidje izhajata iz 14. in 15. stoletja in sta na seznamu Evropskega sklada za kulturno dediščino ena najbolj dodelanih in najbolje ohranjenih srednjeveških utrdb na Slovaškem.
2,5 km severno od mesta je zdravilišče Bardejovské Kúpele, ki je bilo od poznega 18. stoletja dalje eno najbolj priljubljenih na Madžarskem, do začetka druge svetovne vojne priljubljeno tudi med visokim družbenim slojem iz vse Evrope. Terme so gostile številne dostojanstvenike, vključno z Marijo Luizo, vojvodinjo Parmsko (ženo Napoleona Bonaparta), ruskim carjem Aleksandrom I. in avstro-ogrsko cesarico Elizabeto. V požaru leta 1910 je pogorel večji del prvotne zdraviliške arhitekture. Leta 1965 je bil tam odprt najstarejši slovaški muzej na prostem (ki velja tudi za enega najboljših v vsej državi) in prikazuje vaško in cerkveno arhitekturo 19. in 20. stoletja, zlasti s področja gornjega Šariša in severnega Zemplína.

## Pobratena mesta
Bardejov je pobraten z:
- Calais, Francija
- Česká Lípa, Češka
- Gorlice, Poljska
- Jasło, Poljska
- Kaštela, Hrvaška
- Gmina Krynica-Zdrój, Poljska
- Mikulov, Češka
- Mogilev, Belorusija
- Molde, Norveška
- Gmina Muszyna, Poljska
- Přerov, Češka
- Sárospatak, Madžarska
- Sremski Karlovci, Srbija
- Suzdal, Rusija
- Tiačiv, Ukrajina
- Zamość, Poljska